# 腓特烈王子 (黑森-卡塞爾)
黑森-卡塞爾的腓特烈（德語：Friedrich von Hessen-Kassel，1747年9月11日—1837年5月20日），黑森-卡塞爾伯爵腓特烈二世的幼子。

## 家庭
1786年，腓特烈與拿騷-烏辛根的卡羅琳結婚，兩人共有5子3女：
- 威廉（1787年—1867年），丹麥王后露易絲的父親
- 卡爾·腓特烈（1789年—1802年），早逝
- 腓特烈·威廉（1790年—1876年）
- 路德維希·卡爾（1791年—1800年），夭折
- 格奧爾格·卡爾（1793年—1881年）
- 路易絲（1794年—1881年）
- 瑪麗（1796年—1880年），梅克倫堡-施特雷利茨大公夫人
- 奧古斯塔（1797年—1889年），劍橋公爵夫人